# Fogás de Monclús
Fogás de Monclús (en catalán y oficialmente Fogars de Montclús) es un municipio de España en la provincia de Barcelona, comunidad autónoma de Cataluña, con una superficie de 39,2 km², una población de 459 habitantes (2008) y una densidad de población de 11,71 hab/km².

## Demografía
Fogás de Monclús cuenta con una población de 502 habitantes (INE 2024).

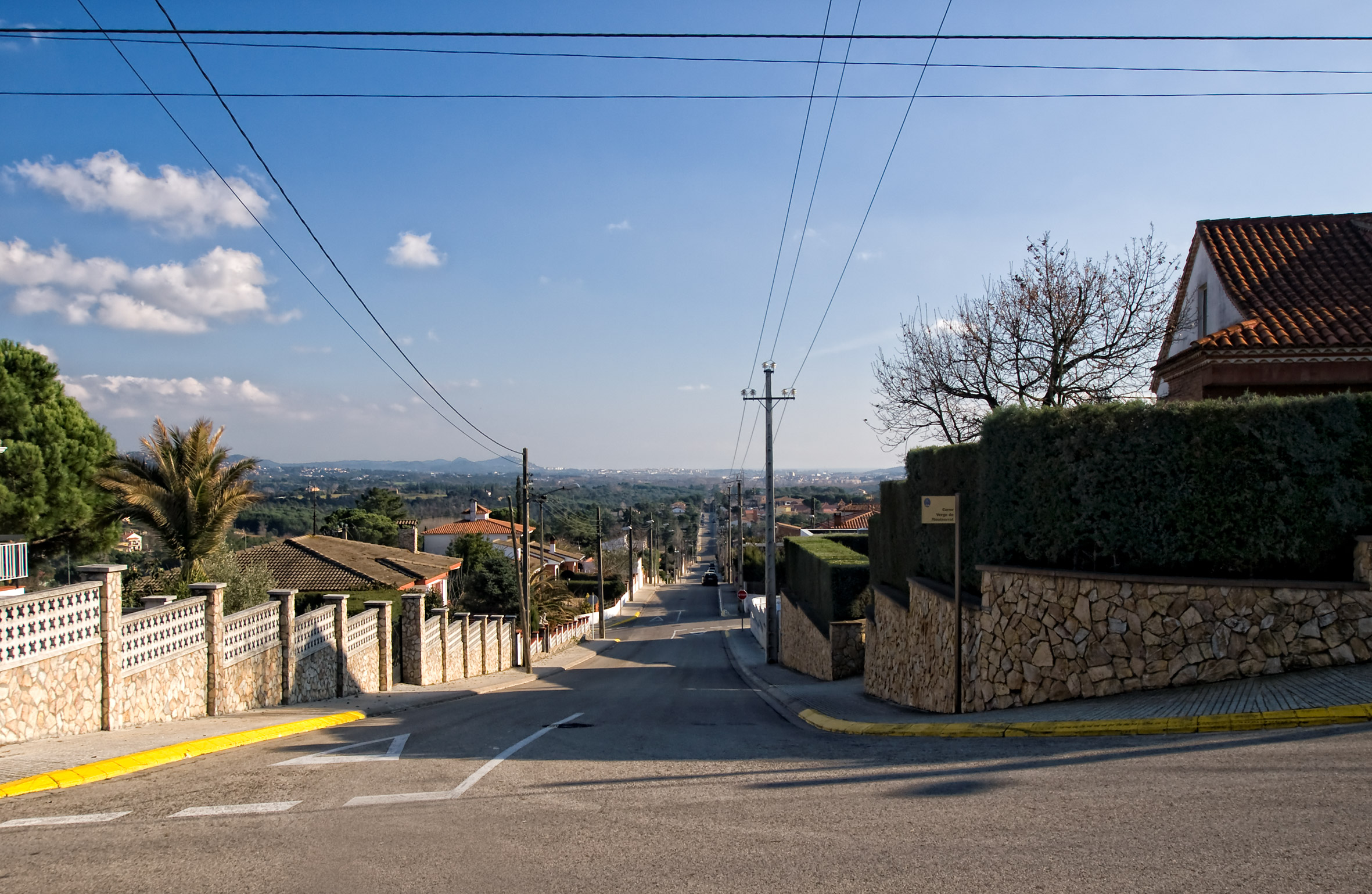
Calle Virgen de Montserrat

| Gráfica de evolución demográfica de Fogás de Monclús entre 1842 y 2021 |
| |
| Población de derecho según los censos de población del INE. Población de hecho según los censos de población del INE.En este censo se denominaba Fogás, La Costa y Muscarolas: 1842. En estos censos se denominaba Fogas de Monclús: 1857, 1860, 1877, 1887, 1897, 1900, 1910, 1920, 1930, 1940, 1950, 1960, 1970 y 1981. |

| 245                        | 313 | 352 | 395 | 459 |
| (Fuente: [cita requerida]) |     |     |     |     |

## Administración
| Periodo   | Nombre                | Partido       |
| --------- | --------------------- | ------------- |
| 1979-1983 | Agustí Net i Vives    | CiU           |
| 1983-1987 | Joan Rovira i Cervera | CiU           |
| 1987-1991 | Jaume Cullell i Giró  | CiU           |
| 1991-1995 | Jaume Cullell i Giró  | CiU           |
| 1995-1999 | Jaume Cullell i Giró  | CiU           |
| 1999-2003 | Jaume Cullell i Giró  | CiU           |
| 2003-2007 | Jaume Cullell i Giró  | AMD-PM-PSC(*) |
| 2007-2011 | Jaume Cullell i Giró  | AMD-PM        |

* GIC: Agrupació Municipal Democràtica (Agrupación Municipal Democrática)

## Lugares de interés
Cuenta con un patrimonio de pequeñas iglesias:
- San Cristóbal de Fogás, románica.
- San Esteban de la Costa. Románica, del siglo XII, guarda una imagen gótica de la Virgen de los Ángeles del siglo XIV.
- San Martín de Mosqueroles, con piezas de orfebrería de los siglos XVI y XVII.
- Ermita de Santa Magdalena (siglo XI).
- Ermita de Santa Fe del Montseny, documentada en el 1231.